# Nové výjevy z Ameriky
Nové výjevy z Ameriky (originální dánský název Nye scener fra Amerika) je dánský dokumentární film režiséra Jørgena Letha z roku 2003. Jde o pokračování jeho filmu 66 scener fra Amerika z roku 1981. Jeho natáčení v New Yorku probíhalo několik dní před teroristickými útoky 11. září 2001.
Ve filmu se objevili vedle jiných například herec Dennis Hopper, hudebník John Cale či básník John Ashbery. Cale rovněž složil originální hudbu pro tento film.
V Česku měl premiéru 27. října 2003 na Mezinárodním festivalu dokumentárních filmů v Jihlavě.

## Obsazení
| Henree Alyse   | servírka |
| John Ashbery   | sám sebe |
| John Cale      | sám sebe |
| Robert Frank   | sám sebe |
| Dennis Hopper  | sám sebe |
| Roy Haynes     | sám sebe |
| Mark Kurlansky | sám sebe |
| Peter Martins  | sám sebe |
| Albert Maysles | sám sebe |
| Patrick Slavin | sám sebe |